# 보스 (1996년 영화)
《보스》는 1996년에 개봉한 대한민국의 영화이다.

## 줄거리
1967년 광주, 어린 시절부터 보스로서 남다른 기질을 보인 (조양은)은 18세의 나이로 '화신 8인조'라는 조직을 결성해 독자적인 기반을 구축한다. 서울을 무대로 옮겨 명동 일대를 중심으로 세력을 키워가던 그는 당시 건달 세계를 장악하고 있던 '신상사파'와 부딪히게 되는데, 이를 계기로 그는 막강한 배후세력을 믿고 횡포를 부리는 신상사파를 무너뜨릴 결심을 한다.
1975년 초, 드디어 그는 한 선배가 신상사파에게 린치를 당하는 사건을 계기로, 그 유명한 사보이 호텔 사건을 일으킨다. 이 사건은 신상사파는 물론 그 수하의 호남세력들을 한꺼번에 부숴버린 쿠테타였으며, 세대 교체이 서막이었다. 이 사건으로 그는 특별 수사망을 피해 쫓기는 신세가 되며, 이 와중에서도 폭력조직의 대부로 자리잡는다. 얼마후 다시 서울로 돌아온 그는 신상사파와 경찰의 감시가 삼엄한 가운데 부서진 조직을 재건해가려 하고, 이때 은을 사랑했던 연인 연숙은 자살을 시도하며 그에게 변함없는 사랑을 보낸다. 하지만 그즈음 사보이 호텔 사건으로 입지가 불안해진 호남 세력들은 그를 제거하기 위해 서장파 보스 태천을 포섭한다. 태천과 은은 치열한 결투를 벌인다. 이 결투 이후 은은 누군가의 밀고로 경찰에 체포된다.
그러나 곧 출소한 그를 기다리는 건 심복 수천의 반란이었다. 은은 그를 살려주지만 다시 순천파 사건에 휘말려 경찰에 체포되고 여기서 수천은 은을 주범으로 몰아세워 다시 한 번 그를 배반한다. 한편 정치적 희생양으로 무자비한 고문이 은에게 가해지고, 그는 좌절과 절망, 죽음의 공포속에서 15년형을 선고 받는다. 여기서 그는 처음으로 신(神)이란 존재와의 만남을 갖게된다. 하지만 연인과의 이별, 믿었던 선배의 죽음 등으로 궁지에 몰린 그는 다시 성경책을 덮고, 교도소내에서 세력을 구축해 황제처럼 군림해 가기 시작한다. 그당시 그의 꿈은 가출옥이었다. 그러나 교도소에서 일어나는 조직들의 다툼에 연루돼 은의 가출옥은 매번 무산되고, 이에 좌절하고 분노한 은은 교도소 폭동 사건을 일으킨다. 시베라아라 불리는 대전 교도소 독방에 갇힌 은. 사람 구경도 못하는 철저하게 고립된 생활이 시작되고, 여기서 마침내 그는 오랫동안 잊혀졌던 또하나의 전쟁, '세속'과의 '영적인 것'의 힘든 자기와의 싸움을 시작하는데.

## 캐스팅
- 조양은 : 조양은 역
- 김소영 : 아내 역
- 박근형 : 석이 형 역
- 독고영재 : 형진 역
- 김수미 : 어머니 역
- 김형일 : 욱철 역
- 황정리 : 성천 역
- 박준규 : 광욱 역
- 송금식 : 철이 형 역
- 최동준 : 길수 역
- 박상면 : 상면 역
- 오지연 : 연숙 역
- 김용건
- 정웅인
- 고혜성
- 현길수
- 정명훈
- 신충식
- 남영진
- 이석구
- 장정국
- 태현실
- 차기환
- 김영인 : 왕 상사 역
- 박동룡
- 임덕범
- 나갑성
- 신양균(전라도보스역)
- 진봉진
- 이해종
- 문회원
- 최민규
- 안진수
- 문미봉
- 김경란
- 이운석
- 김승대
- 김윤수
- 신동원
- 박세범
- 김영주
- 김태영
- 조상현
- 이상민
- 정종목
- 최한권 : 한권 역
- 임종국 : 종국 역
- 이원태
- 경정호
- 지성환 : 성환 역
- 김대한
- 김윤모
- 성상모
- 엄인규
- 이석근
- 이주창
- 임혜성
- 김은갑
- 유인상
- 장두석
- 김택석 : 기동 역
- 이정훈
- 지우석
- 이한주
- 조영철
- 한창현
- 김성수
- 조성인
- 강인철
- 신삼봉
- 김인석
- 김종민
- 안병희
- 장륜
- 조용기 (특별출연)

## 흥행 순위
|  | 1996년도 한국영화 흥행순위 TOP 10 (서울 관람객 기준) |

| 순위 | 영화 제목        | 관객수(명) | 개봉일     | 비고 |
| ---- | ---------------- | ---------- | ---------- | ---- |
| 1    | 투캅스 2         | 636,047    | 1996.04.27 |      |
| 2    | 은행나무 침대    | 452,580    | 1996.02.17 |      |
| 3    | 꽃잎             | 213,979    | 1996.04.05 |      |
| 4    | 귀천도           | 200,570    | 1996.10.12 |      |
| 5    | 박봉곤 가출 사건 | 170,328    | 1996.09.21 |      |
| 6    | 돈을 갖고 튀어라 | 167,108    | 1995.12.16 |      |
| 7    | 리허설           | 160,141    | 1995.12.15 |      |
| 8    | 본 투 킬         | 132,261    | 1996.04.20 |      |
| 9    | 코르셋           | 114,777    | 1996.06.08 |      |
| 10   | 보스             | 101,078    | 1996.07.06 |      |